# Rindö
Rindö est une île et une localité de Suède dans la commune de Vaxholm située dans le comté de Stockholm.
Sa population est d'environ 1 000 habitants.